# Guilligomarc'h
Guilligomarc'h är en kommun i departementet Finistère i regionen Bretagne i västra Frankrike. Kommunen ligger i kantonen Arzano som tillhör arrondissementet Quimper. År 2022 hade Guilligomarc'h 804 invånare.

## Befolkningsutveckling
Antalet invånare i kommunen Guilligomarc'h
Referens:INSEE